# Prolysiopetalum pedefissum
Prolysiopetalum pedefissum är en mångfotingart som först beskrevs av Karl Wilhelm Verhoeff 1903.  Prolysiopetalum pedefissum ingår i släktet Prolysiopetalum och familjen Schizopetalidae. Inga underarter finns listade i Catalogue of Life.